# Pteromalus serratae
Pteromalus serratae is een vliesvleugelig insect uit de familie Pteromalidae. De wetenschappelijke naam is voor het eerst geldig gepubliceerd in 1984 door Graham.